# Pure nonsense
Purnonsens (ang. pure nonsense) – rodzaj dowcipu, w którym efekt komiczny powstaje z niedorzeczności, z pozbawionego logicznej motywacji, absurdalnego skojarzenia obrazów lub pojęć. Stworzony został w XIX w. przez pisarzy angielskich (Edward Lear, Lewis Carroll), odegrał ważną rolę w estetyce surrealizmu.
Polskimi twórcami utworów w tej konwencji byli autorzy tekstów humorystycznych wydanych w dziele W oparach absurdu – Julian Tuwim i Antoni Słonimski. W nurcie tym tworzył także np. Sławomir Mrożek. Polskie utwory niecechujące się logicznym przebiegiem zdarzeń powstawały także dużo wcześniej – na przykład żyjący na przełomie XVII i XVIII wieku  Jakub Teodor Trembecki napisał wiersz „Dziwy albo absurda”.